# 徳川家定付き大奥女中
徳川家定付き大奥女中（とくがわいえさだつき おおおくじょちゅう）では、江戸幕府13代将軍徳川家定に仕えた大奥女中を詳述する。なお紹介は史料上の最終役職順で羅列する。

## 上臈御年寄
万里小路（までのこうじ）
歌橋（うたはし）
飛鳥井（あすかい）

## 御年寄
滝山（たきやま）

## 御中﨟
しが
すわ（生没年不詳）
　幕末の江戸幕府大奥女中。中野定之助の娘。祖父は将軍徳川家斉の側近として有名な中野石翁。宿元は弟で御小姓組などを歴任した中野清賢。13代将軍徳川家定付きの御中﨟として仕えた。

みき（生没年不詳）
　幕末の江戸幕府大奥女中。旗本内藤矩正の娘。13代将軍徳川家定付きの御中﨟として仕えた。

つよ
| スタブアイコン | サブスタブ | この項目は、まだ閲覧者の調べものの参照としては役立たない、人物に関連した書きかけの項目です。この項目を加筆・訂正などしてくださる協力者を求めています（P:人物伝/PJ:人物伝）。 |